# (117610) Keithmahoney
(117610) Keithmahoney est un astéroïde de la ceinture principale.

## Description
(117610) Keithmahoney est un astéroïde de la ceinture principale. Il fut découvert le 8 mars 2005 à Mount Lemmon par Mount Lemmon Survey. Il présente une orbite caractérisée par un demi-grand axe de 3,15 UA, une excentricité de 0,12 et une inclinaison de 1,1° par rapport à l'écliptique.